# Perthes (Alta Marna)
Perthes è un comune francese di 573 abitanti situato nel dipartimento dell'Alta Marna nella regione del Grand Est.

## Società

### Evoluzione demografica
Abitanti censiti